# 查皮馬爾卡區
13°58′26″S 73°03′47″W / 13.97389°S 73.06306°W
查皮馬爾卡區（西班牙語：Distrito de Chapimarca），是秘魯的一個區，位於該國南部阿普里馬克大區的艾馬賴斯省，始建於1857年1月2日，面積213.1平方公里，海拔高度3,414米，2005年人口2,552，人口密度每平方公里12人。